# Sybra keyensis
Sybra keyensis är en skalbaggsart som beskrevs av Stefan von Breuning 1939. Sybra keyensis ingår i släktet Sybra och familjen långhorningar. Inga underarter finns listade i Catalogue of Life.